# Гюнтер Ангерн
Гюнтер Ангерн (на немски: Günther Angern) е немски офицер, служил по време на Първата и Втората световна война.

## Биография

### Ранен живот и Първа световна война (1914 – 1918)
Гюнтер Ангерн е роден на 5 март 1893 г. в Колберг, Померания. През 1912 г. постъпва в армията като офицерски кадет. Участва в Първата световна война и към края ѝ е с чин оберлейтенант.

#### Междувоенен период
След войната се присъединява към Райхсвера и ръководи различни кавалерийски формации. На 10 ноември 1938 г. поема командването на 3-та стрелкова бригада, пост който заема и след началото на Втората световна война.

### Втора световна война (1939 – 1945)
През 1939 г. поема ръководството на 5-а стрелкова бригада. На 5 юли 1941 г. е поставен в резерва на сухопътните войски, а малко по-късно, на 15 август, поема за кратко командването на 11-а танкова дивизия. Ранен е тежко по време на бойни действия и на 8 септември отново е изпратен в резерва. Възстановяването му продължава до 16 септември 1942 г. Извикан е отново на активна военна служба и на 15 септември 1942 г. поема ръководството на 16-а танкова дивизия. Командва формированието по време на битката при Сталинград и в края ѝ, на 2 февруари 1943 г., се самоубива.

## Военна декорация
| - Германски орден Железен кръст (1914) – II (1914) и I степен (1914) - Орден „Ханзейски кръст“ (?) - Германска Значка за раняване (1939) – черна (?) и сребърна (?) - Германски орден „Кръст на честта“ (?) - Германски медал „За заслуга във Вермахта“ (?) – I и IV степен (?) | - Германски Възпоменателен медал от 1 октомври 1938 г. - Германски орден Железен кръст (1939, повторно) – II (18 септември 1939) и I степен (9 октомври 1939) - Германска „Танкова значка“ (?) - Орден „Германски кръст“ – златен (8 март 1942) - Рицарски кръст (5 август 1940) |